# Carrie Underwood
Carrie Marie Underwood (Muskogee, 10 marzo 1983) è una cantautrice e attrice statunitense, salita alla ribalta nel 2005 grazie alla sua vittoria nella quarta stagione del talent show statunitense American Idol.
Nella sua carriera ha venduto più di 70 milioni di copie tra album e singoli, di cui 16 milioni di album negli Stati Uniti, la cifra più alta tra i vincitori del programma American Idol. Ha vinto numerosi premi, tra cui 8 Grammy Award, 17 American Music Award, 16 Academy of Country Music Awards e 12 Billboard Music Award. Come compositrice è stata nominata a un Golden Globe. È diventata membro del Grand Ole Opry, è stata inserita nell'Oklahoma Music Hall of Fame e ha una propria stella sulla Hollywood Walk of Fame. Ha ricevuto due premi alla carriera: il Gene Weed Special Achievement Award agli Academy of Country Music Awards e il Milestone Award ai Billboard Music Award.
La rivista Billboard l'ha nominata come Miglior artista country del 2000, il suo album di debutto Some Hearts è stato definito il Miglior Album Country del decennio (2000/2010).
Nel 2013 Forbes inserì la cantautrice al 43º posto della classifica The Celebrity 100 list, con un fatturato di 31 milioni di dollari statunitensi, mentre nel 2014 il Time la inserisce tra le 100 persone più influenti del mondo. Risulta essere l'unica cantante country donna ad aver raggiunto la prima posizione nella classifica Billboard Hot 100, a raggiungere consecutivamente la prima posizione nella Billboard 200 con i primi sei album, ed a ottenere il maggior numero di entrate in prima posizione (15) nella classifica Billboard Country Airplay. Nel 2021 inoltre Underwood è la prima artista nella storia della classifica Top Country Album ad aver esordito nelle prime dieci posizioni con tutti e nove gli album pubblicati.

## Biografia
Carrie Underwood è nata a Muskogee (Oklahoma) ed è cresciuta nella fattoria di famiglia nella vicina città rurale di Checotah. Figlia di Stephen, un falegname e Carole Underwood, insegnante di una scuola elementare. Già da piccola cantava nella chiesa del suo paese e aiutava i genitori in fattoria. Carrie ha tre sorelle di cui due più grandi, Shanna e Stephanie, le quali sono entrambe sposate e maestre di scuola elementare, e una sorella più piccola, Charlotte.
Ha frequentato regolarmente la scuola fino alla sua partecipazione per le selezioni della quarta edizione di American Idol del 2005.

### 2005-2006:American IdoleSome Hearts

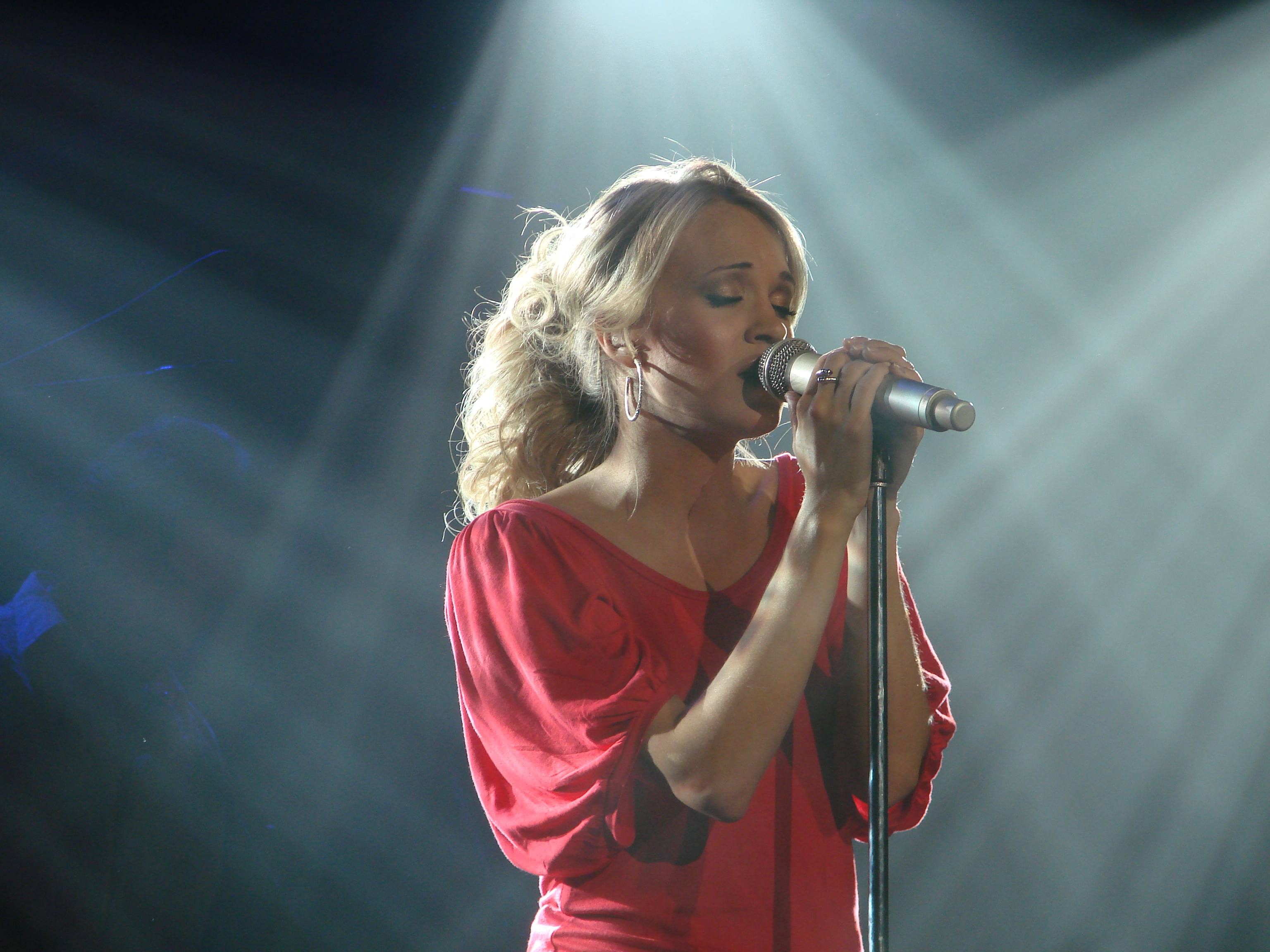
Carrie Underwood durante il The World Arena nel 2006

Nell'estate 2004, Carrie Underwood ha fatto i provini per entrare ad American Idol, durante lo stage a Saint Louis in Missouri. Durante il suo provino ha cantato I Can't Make You Love Me della cantante country Bonnie Raitt. Durante la sua partecipazione al programma televisivo riesce ad arrivare in finale, senza mai essere andata in ballottaggio. Durante il programma si è esibita cantando tra le altre Love Is a Battlefield di Pat Benatar, Sin Wagon delle Dixie Chicks, Trouble di Elvis Presley, Man! I Feel like a Woman! di Shania Twain e Crying di Roy Orbison.
Il 5 maggio 2005 vince la quarta edizione di American Idol. La vittoria comprende un contratto discografico del valore di almeno un milione di dollari, l'uso di un jet privato per un anno e una Ford Mustang convertibile.
Il 15 novembre 2005 la cantante esordisce con l'album Some Hearts che debutta alla numero 2, dietro solo a Confessions on a Dance Floor di Madonna. Vende più 315.000 copie solo nella prima settimana negli Stati Uniti. L'album riesce a battere tutti i record, restando al primo posto della classifica country per ben 25 settimane. A un anno dall'uscita, l'album è ancora nella top 10 della Billboard 200 e ha venduto più di 7 milioni di copie solamente in America, dimostrando di poter competere anche con leggende del country come Faith Hill e Shania Twain. A oggi con questo album, Carrie detiene il record per le maggiori vendite di un album di debutto del genere country nei soli Stati Uniti.
Il suo primo singolo Inside Your Heaven, ha debuttato direttamente alla posizione numero 1 sia negli Stati Uniti che in Canada, superando anche We Belong Together di Mariah Carey. Qualche mese più tardi, a ottobre, Carrie lancia il suo secondo singolo, Jesus, Take the Wheel, che è restato al numero 1 della classifica country per 6 settimane stabilendo un altro record che verrà inserito nel suo primo album. Il terzo singolo pubblicato dell'album è stato Some Hearts che ha fallito sia nella classifica country che nella classifica della Billboard Hot 100. Il successo ritorna e continua con il quarto singolo Don't Forget to Remember Me che nella classifica country si è posizionato rispettivamente alla numero 2 posizione. Il quinto singolo, intitolato Before He Cheats, è uscito nel settembre dello stesso anno, ed è arrivato al primo posto della classifica country diventando la sua terza canzone a raggiungere tale traguardo, ed è la sua più grande hit fino a oggi, avendo scalato anche la classifica della Billboard Hot 100. Il sesto e ultimo singolo estratto dall'album è Wasted ed è uscito nel febbraio 2007, quest'ultimo come i precedenti raggiunge la prima posizione della classifica country.

### 2007-2008:Carnival Ridee il successo

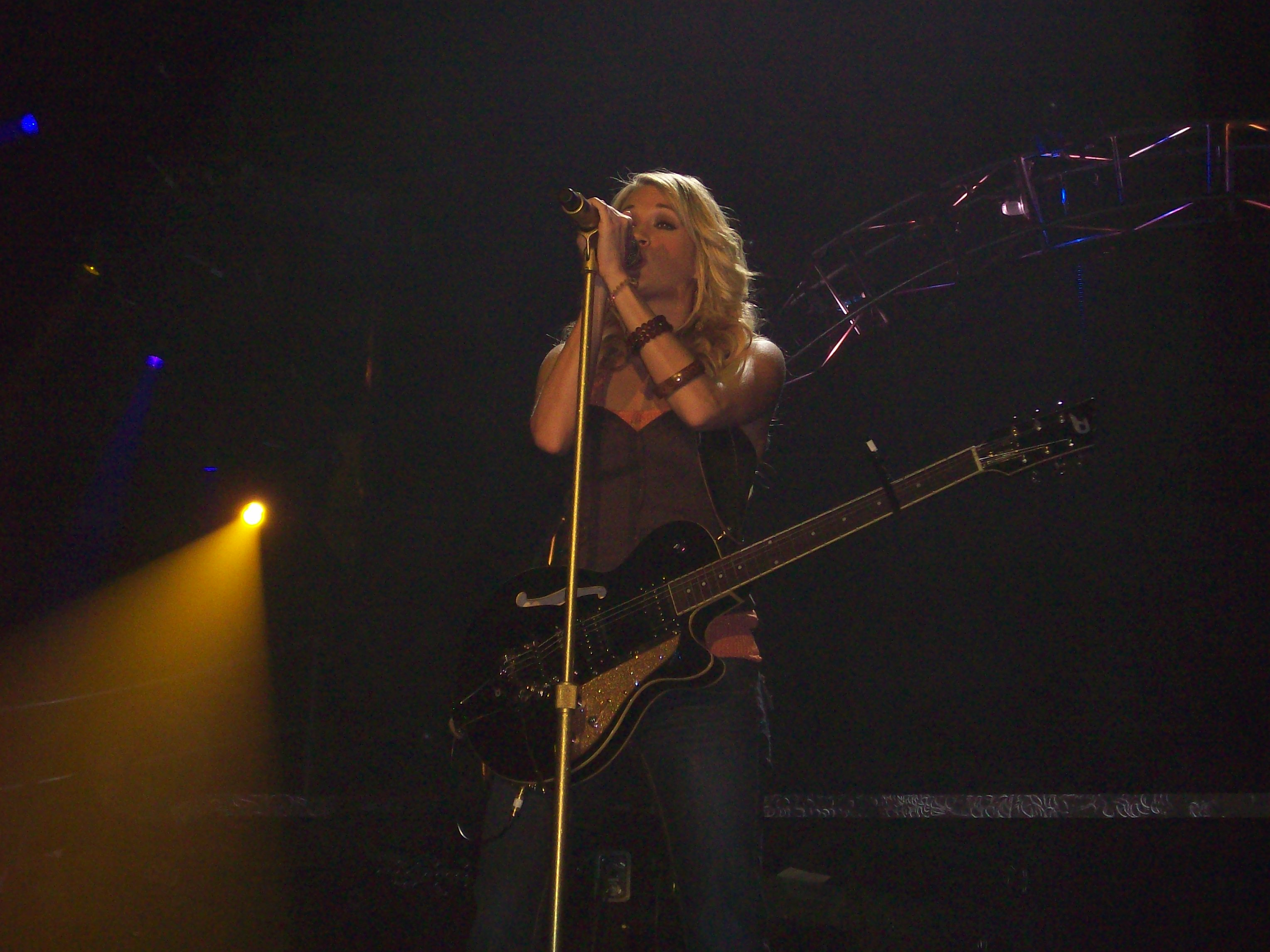
Carrie Underwood in un concerto

Il 23 ottobre 2007 Carrie Underwood ha pubblicato il suo secondo album, Carnival Ride. La produzione dell'album è stata affidata a Mark Bright, che già aveva lavorato per il primo album di Carrie. Per quanto riguarda la composizione dei testi, invece, l'album, oltre a vantare della collaborazione di Kara DioGuardi, vede la stessa cantante nelle vesti di autrice, poiché nel primo album aveva scritto soltanto una canzone, I Ain't in Checotah Anymore.
A oggi l'album ha venduto più di 3.311.000 copie solamente negli Stati Uniti, così da essere certificato triplo disco di platino, inoltre grazie a questo record, a oggi Carrie sia una delle maggiori esponenti del country al mondo.
Il primo singolo estratto da Carnival Ride è stato So Small, ed esce in America il 31 luglio 2007. Raggiunge in poco tempo la vetta della classifica country e la numero 17 della Billboard Hot 100. Il secondo singolo estratto dall'album è stato All-American Girl, ed è uscito il 17 dicembre 2007, come i precedenti singoli ha raggiunto la posizione numero 1 della classifica country e la posizione numero 27 della Billboard Hot 100. Dalla RIAA, questo singolo è stato certificato con il disco di platino, per aver venduto più di 1.000.000 nei soli Stati Uniti.
Il terzo singolo estratto, Last Name, eguaglia il successo dei precedenti singoli e porta Carrie a un record di sette singoli alla numero 1 della classifica country. Il quarto singolo vede l'uscita del brano Just a Dream, che in poco tempo diventa un'altra hit per Carrie, nella classifica country poiché ha raggiunto la posizione numero 1 della classifica country statunitense. Il quinto e ultimo singolo pubblicato dall'album è stato I Told You So, cover del cantante Randy Travis. Con questo brano Carrie, si è potuta aggiudicare il suo quinto Grammy Award. Durante la cerimonia dei Grammy, Carrie Underwood insieme a Céline Dion, Jennifer Hudson, Usher e Smokey Robinson, si sono esibiti cantando Earth Song, in un tributo in 3D a Michael Jackson.

### 2009-2011:Play One altri progetti

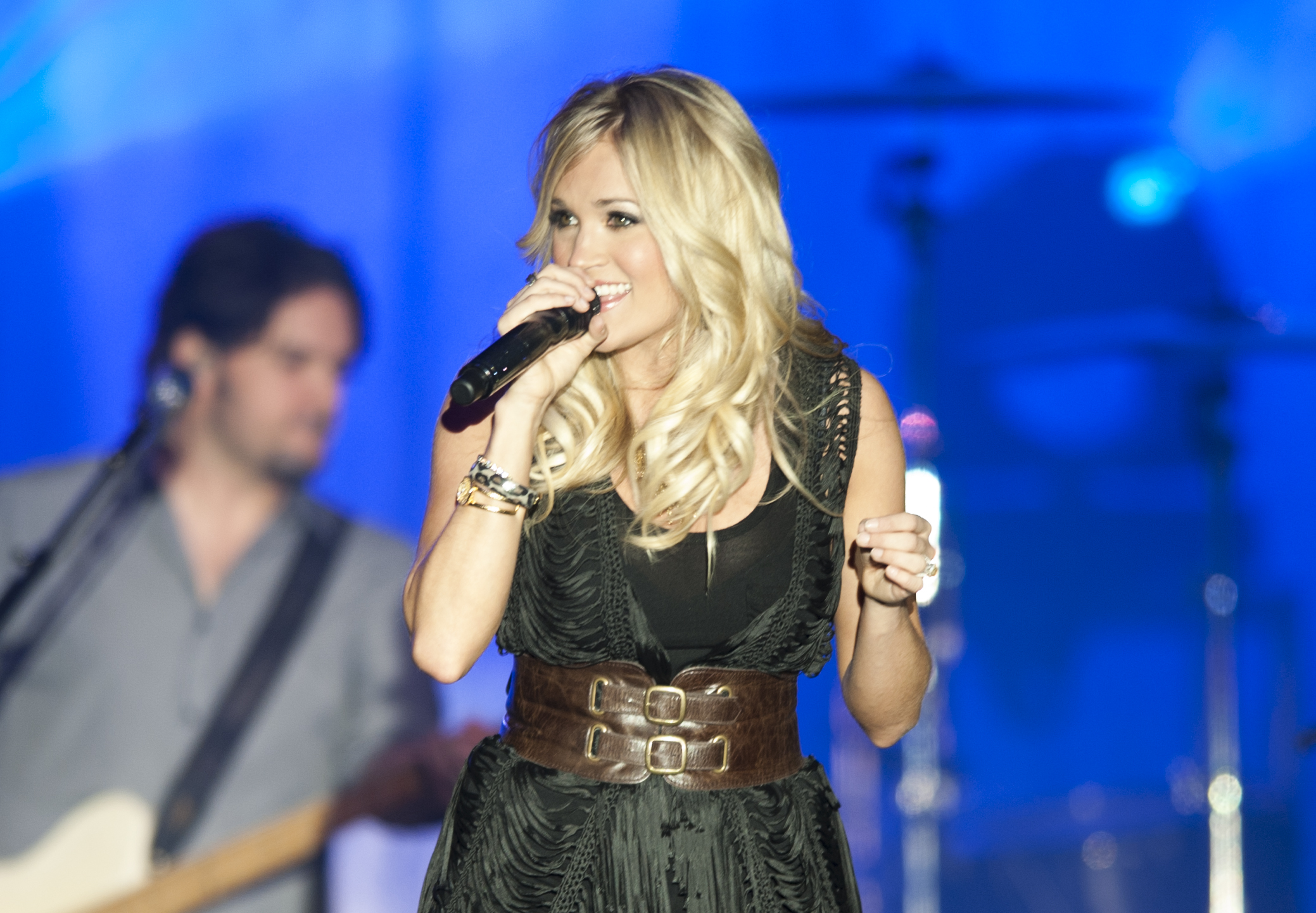
Carrie Underwood in una performance agli "United States Naval Academy" nell'aprile del 2011

Il 3 novembre 2009 Carrie ha pubblicato il suo terzo album, intitolato Play On. L'album è il secondo debutto alla prima posizione della Billboard 200 con oltre 318.000 copie vendute nella prima settimana di pubblicazione, e riamnendo per più di dur mesi nella top 10 della classifica. A oggi l'album ha venduto più di 3 milioni copie negli Stati Uniti.
Prima della pubblicazione dell'album sono stati fatti uscire tre singoli promozionali. Il primo singolo estratto è stato Cowboy Casanova, il quale come tutti i singoli precedenti non ha avuto problemi a raggiungere la cima della classifica cCountry e l'undicesima posizione nella Billboard Hot 100. A oggi è uno dei singoli di maggiore successo per Carrie, con 2 milioni di copie vendute solo negli USA. Il secondo singolo scelto è stato Temporary Home, ed è stato pubblicato il 14 dicembre 2009, e da allora anche questo singolo ha raggiunto la top della classifica country in USA. Come terzo singolo è stato scelto il brano Undo It, il quale si è subito imposto nelle classifiche statunitensi raggiungendo la posizione n. 1 della classifica country, e la n. 23 della Billboard Hot 100. Il quarto singolo estratto è stato Mama's Song, il quale è stato mandato in radio dal 13 settembre 2010. I tre singoli hanno venduto complessivamente 3 milioni di copie, ottenendo due certificati di platino e uno d'oro dalla RIAA. La cantante ottiene anche due nomination ai Grammy Award del 2011 e 2012.
Sempre nel 2009 Billboard l'ha nominata come Miglior artista country del 2000s, il suo album di debutto Some Hearts è stato definito il "Miglior Album Country del decennio" (2000/2010).
Nel 2010 intraprende un tour negli Stati Uniti, che secondo Pollstar.com è stato il tour che ha guadagnato di più negli States e il trentunesimo al livello mondiale. Il tour estende delle date nel 2011 in Australia. Inoltre co-scrive e canta il singolo di lancio, "There's a Place for Us" per Le cronache di Narnia - Il viaggio del veliero per il quale riceve una nomination ai Golden Globe. Underwood è presente in Remind Me, un duetto con Brad Paisley che ha raggiunto il numero 1 nella Billboard Hot Country Songs, dando alla Underwood il suo undicesimo singolo numero uno in classifica e quattordicesimo assoluto, vendendo 2milioni di copie negli Stati Uniti. Ha anche un duetto con Tony Bennett sul suo album 2011 Duets II e collaborato con Randy Travis.

### 2012-2014:Blown Away,Greatest Hits: Decade #1e tour mondiale

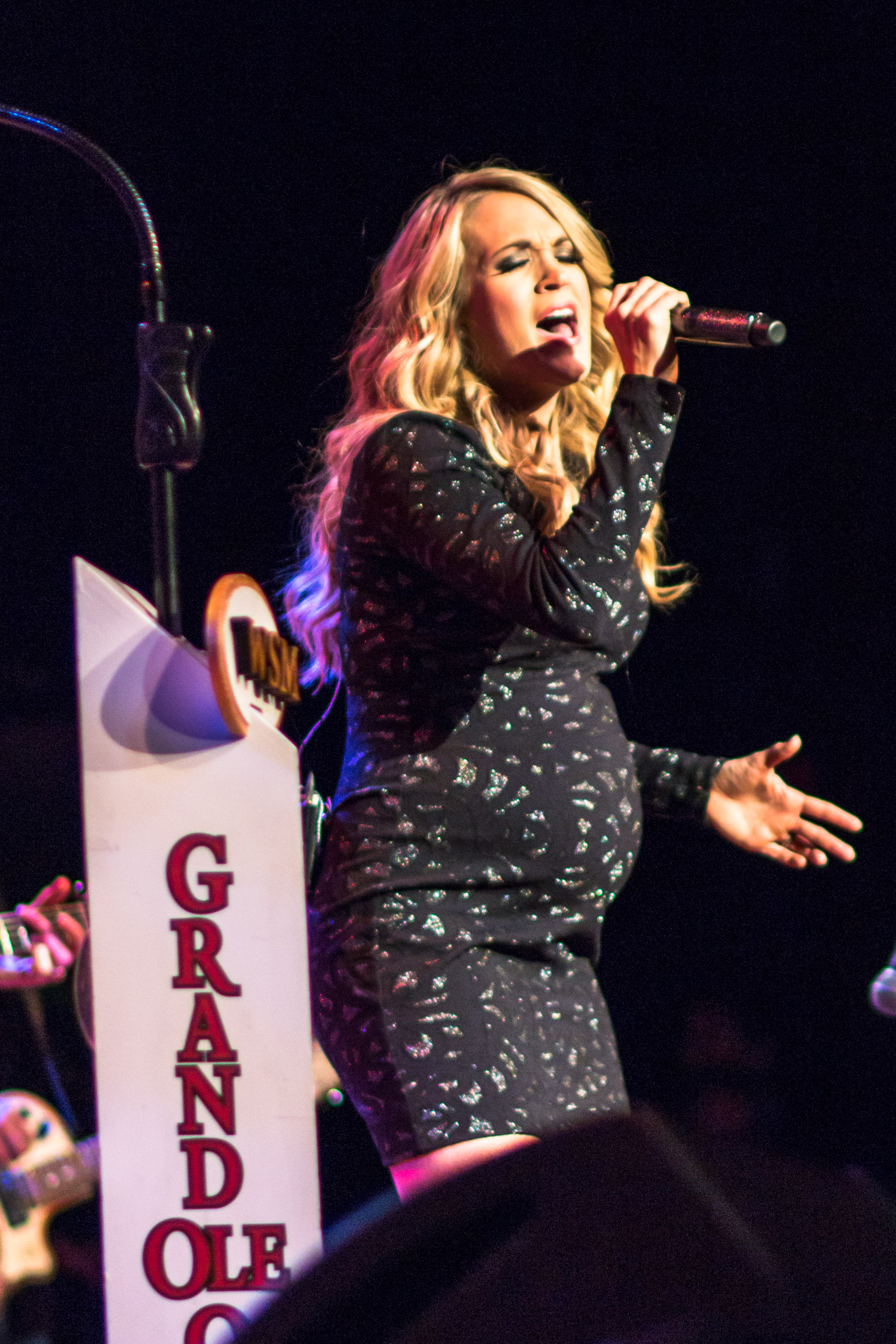
Carrie Underwood in un concerto del 2014, incinta del figlio Isaiah

Il primo maggio 2012 esce il suo quarto album Blown Away che debutta con una vendita di 267,000 copie negli USA nella prima settimana. Entra in prima posizione della classifica Billboard 200, Country Album Charts e Digitals Albums Charts. Il primo singolo Good Girl diventa il 12º a debuttare in prima posizione nella Hot Country Chart vendendo più di 2milioni di copie, mentre il secondo estratto Blown Away raggiunge la top 20 della Billboard Hot 100, con oltre 2milioni di copie vendute, e entrando nella top 10 della Top Country Song, fa diventare la Underwood l'artista country donna con il maggior numero di entrate (16). Vengono inoltre estratti in singoli Two Black Cadillacs e nel 2013 See You Again, che raggiungono entrambi le top 10 delle classifiche country e vengono certificati platino. Apre inoltre il tour mondiale Blown Away Tour, che prevede tappe negli Stati Uniti, Australia, Regno Unito, Irlanda e Canada, per un totale di 3,2 milioni di spettatori.
Ai CMT Music Award del 2012 vince la categoria Video of the Year con Good Girl e Best collaborative video con Remind Me, duetto con Brad Praisley, mentre agli American Music Award vince la categoria Best Country Album con Blown Away. Nel 2013 ai Grammy Award, oltre a esibirsi con i brani Two Black Cadillacs e Blown Away, ottenendo grazie a quest'ultimo il suo sesto Grammy nella categoria Best Country Solo Performance. Sempre con Blown Away vince il Video of the Year ai CMT Music Award diventando la prima artista a vincere quattro volte il premio e diventando l'artista con il maggior di numero vittorie della premiazione.
Agli inizi del 2014, dopo la collaborazione con Miranda Lambert nel brano Somethin' Bad, viene riconosciuta agli Academy of Country Music Awards con il Gene Weed Special Achievement Award e ai Billboard Music Award con il Milestone Award, per i successi ottenuti durante la carriera e il sostegno negli aiuti umanitari. La rivista Time la inserisce tra le 100 persone più influenti al mondo.
A settembre del 2014 pubblica il singolo Something in the Water, che viene certificato platino negli Stati Uniti. Il singolo precede il Greatest Hits: Decade #1, prima raccolta di hit della cantante, che raggiunge la prima posizione delle classifiche country di Regno Unito e Stati Uniti, mentre arriva la quarta posizione della Billboard 200. L'album risulta essere la raccolta di hit con il debutto più alto degli ultimi sei anni e nono per un'artista donna, ottenendo la certificazione platino. Something in the Water vince il Grammy Award come Best Country Solo Performance alla cerimonia del 2015.

### 2015-2017:Storytellere il cambio di etichetta discografica
Dopo la pubblicazione del singolo Smoke Break, il 23 ottobre 2015 esce il quinto album Storyteller che debutta alla posizione numero 2 della classifica Billboard 200 e alla numero 1 della Top Country Albums. Dall'album sono tratti i singoli Heartbeat, Church Bells, che entrano alla prima posizione della classifica Country Airplay, e Dirty Laundry. L'album viene certificato platino dalla RIAA e Billboard la nomina nella classifica delle artiste country dell'anno.
A gennaio del 2016 annuncia il tour statunitense, il Storyteller Tour: Stories in the Round a cui partecipano oltre 1 milione di fan e viene giudicato da Billboard come il miglior tour country dell'anno, mentre nel dicembre dello stesso anno, insieme a Keith Urban, porta una serie di concerti tra Australia e Nuova Zelanda.
Ai CMT Music Award del 2016 delle tre nomination ne vince due, Performance of the Year e Female video of the Year, con Smoke Break e a ottobre riceve dai CMT il premio come artista dell'anno. Vince la categoria Choice Country Artist ai Teen Choice Award, riceve due nomination ai Billboard Music Award e agli American Music Award ottiene la vittoria nella categoria Favourite Female Country Artist e Favourite Country Album per Storyteller, rendendola l'unica artista ad aver ottenuto il premio per ogni album realizzato. Ai People's Choice Awards 2017 vince la categoria Favourite Female Country Artist e riceve una nomination con Church Bells ai Grammy Awards 2017.
Nel 2017 annuncia di ritirarsi dalle scene musicali per tutto il corso dell'anno, in modo tale da dedicarsi alla famiglia e al successivo album. Nel marzo 2017 Underwood ha firmato con Universal Music Group sotto la guida della Capitol Records Nashville, dopo essere stata con la casa discografica Arista Nashville per quasi dodici anni. A novembre esce il suo secondo film concerto intitolato The Storyteller Tour: Live from Madison Square Garden. Pochi giorni dopo la sua decima presenza come conduttrice dei CMA Awards, in un incidente domestico, dovuto a una caduta, l'artista si lede un polso e il volto, chiudendosi nella vita privata per i restanti mesi dell'anno.

### 2018-2020:Cry Pretty e My Gift

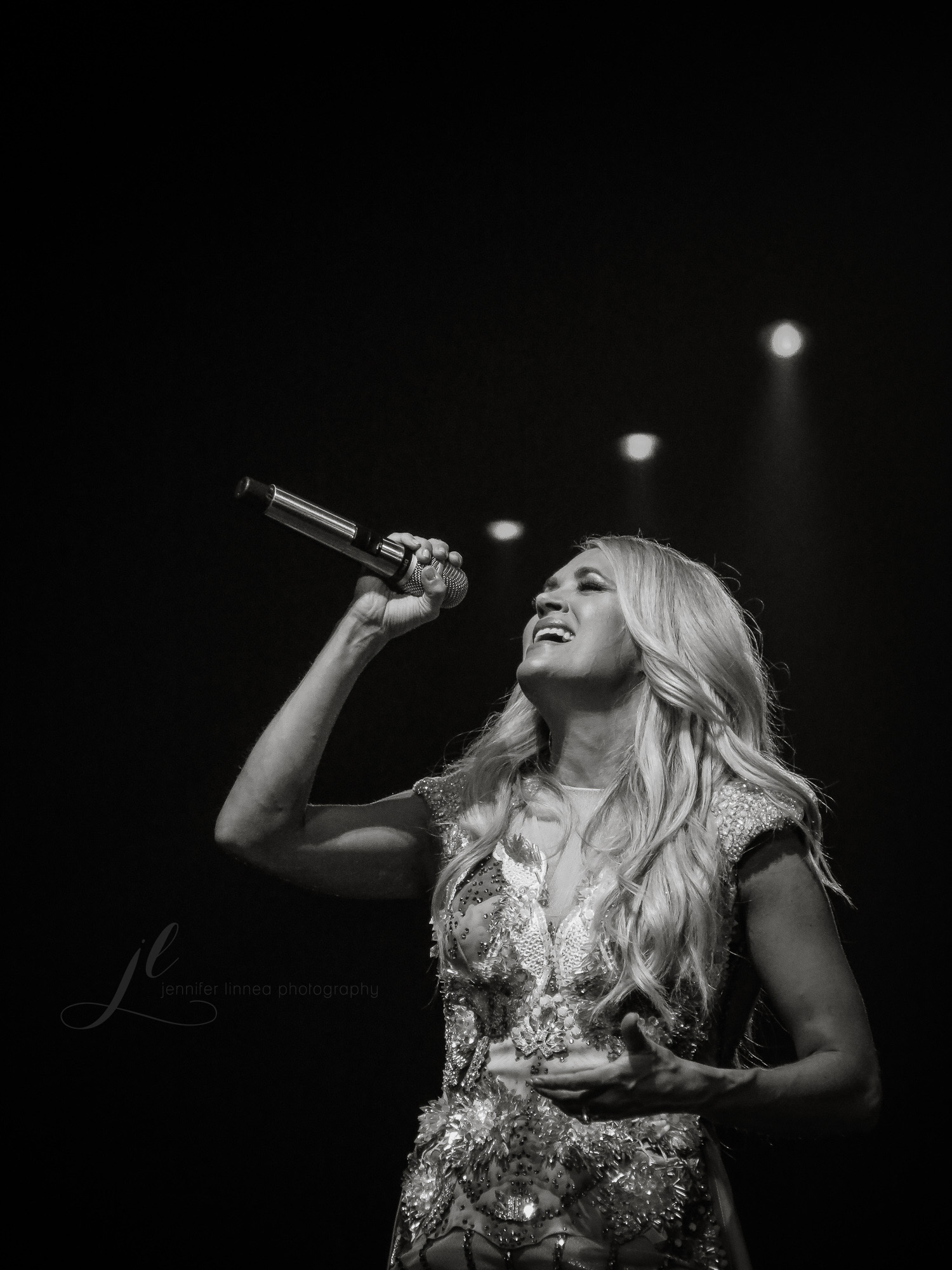
Carrie Underwood durante il Cry Pretty Tour nel 2019

A gennaio del 2018, pubblica il brano The Champion, un singolo promozionale per il Super Bowl LII che vede l'artista entrare per la prima volta nel genere pop.
Ad aprile del 2018 pubblica il singolo Cry Pretty, che entra nella top 5 della Hot Country Songs ricevendo la certificazione oro dalla RIAA. Il sesto album omonimo al singolo viene pubblicato il 14 settembre, debuttando in prima posizione in 20 paesi. L'album debutta alla prima posizione della Billboard 200 con il debutto più alto raggiunto da un artista donna nel 2018, con 266 000 copie. In pochi mesi risulta essere il settimo album più venduto negli Stati Uniti e il più venduto tra le artiste, ricevendo la certificazione di disco di platino nel gennaio 2020. L'album debutta inoltre nella prima posizione della classifiche country di Stati Uniti, Regno Unito e Canada. Un secondo estratto dall'album è Love Wins, scritto con David Garcia e Brett James. Nel febbraio 2019 si esibisce durante i Grammy Awards. Da maggio 2019 ha intrapreso il Cry Pretty Tour 360, che ha previsto concerti tra Stati Uniti e Canada.
Il 25 settembre 2020 l'artista pubblica un album natalizio intitolato My Gift, che include brani inediti scritti dalla cantante e svariate cover di brani natalizi rimaneggiati da Greg Wells. L'album debutta alla prima posizione della US Country Albums e Holiday Albums, e all'ottava posizione della Billboard 200. Nei primi giorni di dicembre 2020 Underwood canta per la prima volta in spagnolo nel brano Tears of Gold con David Bisbal e prende parte allo speciale natalizio di HBO HBO Max. Il singolo Hallelujah con John Legend è stato trasmesso dalle radio Adult Contemporary il 13 novembre 2020 e ha debuttato al numero 28 della classifica di Billboard Adult Contemporarye.

### 2021-presente:My SavioreDenim & Rhinestonese Las Vegas residency
Il 26 marzo 2021 Underwood ha pubblicato My Savior, un album di tredici cover gospel, che vede la partecipazione di CeCe Winans nella reinterpretazione del brano Great Is Thy Faithfulness. My Savior ha esordito al primo posto in entrambe le classifiche di Billboard Top Christian Albums e Top Country Albums, divenendo la prima artista nella storia della classifica ad ottenere nove album nella Top10. L'album ottiene un Billboard Music Awards, due American Music Award e viene riconosciuto con il Grammy Award al miglior album gospel, ottavo Grammy della cantante.
Nel corso dell'anno la cantante ha collaborato con Dan + Shay per una cover di Only Us , colonna sonora dell'adattamento cinematografico del 2021 di Dear Evan Hansen. Underwood collabora al singolo If I Didn't Love You di Jason Aldean, vincendo Academy of Country Music Award alla canzone dell'anno. Nel dicembre 2021 è stato annunciato il residency show a Las Vegas della Underwood, intitolato Reflection, in collaborazione con il Resorts World di Las Vegas. A causa dell'elevata richiesta, la Underwood ha aggiunto altri sei spettacoli, estendendo la residenza fino all'aprile 2022.
Il 18 marzo 2022 Underwood ha pubblicato un nuovo singolo, intitolato Ghost Story, primo estratto dal nono album in studio della cantante, esibendosi con il brano ai Grammy Awards 2022. Il 16 maggio annuncia il Denim & Rhinestones Tour negli Stati Uniti da ottobre 2022 a marzo 2023, con ospite di apertura Jimmie Allen. Il 10 giugno 2022 pubblica il nono album, Denim & Rhinestones.

## Altre attività
Carrie Underwood è un'animalista convinta ed è vegetariana dall'età di tredici anni. Nel 2007 è stata eletta dalla PETA "vegetariana più sexy dell'anno".
Nel 2006, durante tre concerti, ha interpretato Patience dei Guns N' Roses con un arrangiamento a tre chitarre: lo ha fatto per ricordare al pubblico la sua passione per il gruppo. Carrie ha ricevuto non pochi giudizi entusiasti per questa performance. Inoltre in non poche occasioni ha cantato la hit Sweet Child o' Mine, sempre dei Guns N' Roses.
Il 7 febbraio 2010 ha cantato l'inno americano all'apertura del 44º Super Bowl. Nel 2011 ha recitato nel ruolo di Sarah Hill nel film Soul Surfer. Il 27 gennaio 2012 la rivista statunitense Billboard ha inserito al terzo posto della classifica delle migliori cinque esecuzioni di tutti i tempi dell'inno americano la performance di Carrie Underwood eseguita il 22 gennaio 2006 durante la partita di campionato della National Football Conference tra i Seattle Seahawks e i Carolina Panthers.

## Posizioni politiche
Vicina ai repubblicani dell'ultradestra, nel 2025 ha cantato alle celebrazioni per l'insediamento di Donald Trump alla Casa Bianca, eletto presidente degli USA per la seconda volta.

## Vita privata
Ha avuto una breve relazione con Chace Crawford. Si è fidanzata successivamente con il giocatore di hockey su ghiaccio Mike Fisher. Il 10 luglio 2010 i due si sono sposati e il 27 febbraio 2015 è nato il primo figlio della coppia.

## Profilo vocale
- Tipo Vocale: Mezzo-Soprano[84]
- Estensione Vocale: La2-Fa6 (3 Ottave e 4 note)[senza fonte]
- Massima nota di petto: Sol5[senza fonte]

## Influenze musicali
Nella sua carriere la cantante ha affermato di avere influenze «dall'intero panorama musicale» e di essere sempre stata a contatto con la musica. Dal rock trae maggiormente ispirazione dai Queen, George Michael, The Rolling Stones e My Chemical Romance, mentre per il country da George Strait, Dolly Parton, Randy Travis, Martina McBride, Reba McEntire e Garth Brooks. La rivista Rolling Stone ha notato una somiglianza country pop e rock a Kelly Clarkson.
Carrie Underwood è diventata a sua volta un'artista da cui altri artisti hanno preso influenze tra cui il gruppo delle Fifth Harmony, la cantante britannica Mollie King, Kelsea Ballerini, Lauren Alaina, e la cantante e attrice Lucy Hale.

## Discografia
- 2005 - Some Hearts
- 2007 - Carnival Ride
- 2009 - Play On
- 2012 - Blown Away
- 2015 - Storyteller
- 2018 - Cry Pretty
- 2020 - My Gift
- 2021 - My Savior
- 2022 - Denim & Rhinestones

## Tour
- 2005 - American Idols LIVE! Tour 2005 (Stati Uniti)
- 2006 - Carrie Underwood: Live 2006 (Stati Uniti)
- 2008 - Love, Pain and the Whole Crazy Carnival Ride Tour con Keith Urban (Stati Uniti e Canada)
- 2008 - Carnival Ride Tour (Stati Uniti e Canada)
- 2010 - Play On Tour (Stati Uniti)
- 2012 - Blown Away Tour (Stati Uniti, Canada, Australia, Regno Unito e Irlanda)
- 2016 - Storyteller Tour: Stories in the Round (Stati Uniti e Canada)
- 2016 - Ripcord World Tour con Keith Urban (Nuova Zelanda e Australia)
- 2019 - Cry Pretty Tour 360 (Stati Uniti e Canada)
- 2022/2023 - Denim & Rhinestones Tour (Stati Uniti)

## Riconoscimenti
- Grammy Award[93]
  - 2007 – Miglior artista esordiente
  - 2007 – Miglior interpretazione vocale country femminile per Jesus, Take the Wheel
  - 2008 – Miglior interpretazione vocale country femminile per Before He Cheats
  - 2008 – candidatura alla miglior collaborazione vocale country per Oh Love (con Brad Paisley)
  - 2009 – Miglior interpretazione vocale country femminile per Last Name
  - 2010 – candidatura alla miglior interpretazione vocale country femminile per Just a Dream
  - 2010 – Migliore interpretazione country solista per I Told You So (con Randy Travis)
  - 2011 – candidatura alla miglior interpretazione vocale country femminile per Temporary Home
  - 2012 – candidatura alla miglior interpretazione vocale country femminile per Mama's Song[94]
  - 2013 – Migliore interpretazione country solista per Blown Away[95]
  - 2015 – Migliore interpretazione country solista per Something in the Water[96]
  - 2015 – candidatura alla migliore interpretazione country di un duo o gruppo per Somethin' Bad (con Miranda Lambert)
  - 2016 – candidatura alla migliore interpretazione country solista per Little Toy Guns[97]
  - 2017 – candidatura alla migliore interpretazione country solista per Church Bells[98]
  - 2022 – Miglior album gospel roots per My Savior
  - 2022 – candidatura alla migliore interpretazione country di un duo o gruppo per If I Didn't Love You (con Jason Aldean)
- Academy of Country Music Awards
  - 2006 – Registrazione dell'anno per Jesus, Take the Wheel[99]
  - 2006 – Cantante femminile esordiente dell'anno[99]
  - 2006 – candidatura come cantante femminile dell'anno[99]
  - 2007 – Cantante femminile dell'anno[100]
  - 2007 – Album dell'anno per Some Hearts[100]
  - 2007 – Video musicale dell'anno per Before He Cheats
  - 2007 – candidatura come registrazione dell'anno per Before He Cheats
  - 2008 – Cantante femminile dell'anno[101]
  - 2009 – Intrattenitore dell'anno[102]
  - 2009 – Cantante femminile dell'anno[102]
  - 2009 – candidatura come album dell'anno per Carnival Ride[102]
  - 2009 – candidatura come video musicale dell'anno per Just a Dream[102]
  - 2010 – Triple Crown Award
  - 2010 – Intrattenitore dell'anno
  - 2010 – candidatura come cantante femminile dell'anno
  - 2010 – candidatura come canzone dell'anno per Cowboy Casanova
  - 2010 – candidatura come album dell'anno per Play On
  - 2010 – candidatura come evento vocale dell'anno per I Told You So
  - 2011 – candidatura come cantante femminile dell'anno[103]
  - 2012 – candidatura come cantante femminile dell'anno[104]
  - 2012 – candidatura come evento vocale dell'anno per Remind Me[104]
  - 2013 - candidatura come cantante femminile dell'anno[105]
  - 2013 – candidatura come album dell'anno per Blown Away[105]
  - 2014 - candidatura come cantante femminile dell'anno
  - 2014 - Gene Weed Special Achievement Award
  - 2014 - candidatura come video dell'anno per Two Black Cadillacs
  - 2015 - candidatura come video dell'anno per Somethin' Bad[106]
  - 2015 – candidatura come evento vocale dell'anno per Somethin' Bad[106]
  - 2015 – candidatura come cantante femminile dell'anno[106]
  - 2016 – candidatura come cantante femminile dell'anno
  - 2016 – ACM Lifting Lives Gary Haber Award
  - 2017 – candidatura come cantante femminile dell'anno[107]
  - 2017 – candidatura come cantante femminile dell'anno[107]
  - 2017 – Video dell'anno per Forever Country[107]
  - 2018 – candidatura come cantante femminile dell'anno[108]
  - 2018 – Evento vocale dell'anno per The Fighter[108]
  - 2019 – candidatura come cantante femminile dell'anno
  - 2020 – Intrattenitore dell'anno
  - 2020 – candidatura come cantante femminile dell'anno
  - 2021 – candidatura come video dell'anno per Hallelujah (con John Legend)
  - 2022 – candidatura all'intrattenitore dell'anno
  - 2022 – Canzone dell'anno per If I Didn't Love You (con Jason Aldean)
  - 2022 – candidatura come video dell'anno per If I Didn't Love You (con Jason Aldean)
  - 2022 – candidatura come evento vocale dell'anno per If I Didn't Love You (con Jason Aldean)

### American Music Awards
| Anno | Ricevente        | Categoria                      | Risultato       | Riferimento |
| ---- | ---------------- | ------------------------------ | --------------- | ----------- |
| 2006 | Carrie Underwood | Favorite Breakthrough Artist   | Vincitore/trice | [ 109 ]     |
| 2007 | Carrie Underwood | Artist of the Year             | Vincitore/trice | [ 110 ]     |
| 2007 | Carrie Underwood | Favorite Female Country Artist | Vincitore/trice | [ 110 ]     |
| 2007 | Some Hearts      | Favorite Country Album         | Vincitore/trice | [ 110 ]     |
| 2008 | Carrie Underwood | Favorite Female Country Artist | Candidato/a     | [ 111 ]     |
| 2008 | Carnival Ride    | Favorite Country Album         | Vincitore/trice | [ 111 ]     |
| 2009 | Carrie Underwood | Favorite Female Country Artist | Candidato/a     | [ 112 ]     |
| 2010 | Carrie Underwood | Favorite Female Country Artist | Candidato/a     | [ 113 ]     |
| 2010 | Play On          | Favorite Country Album         | Vincitore/trice | [ 113 ]     |
| 2012 | Blown Away       | Favorite Country Album         | Vincitore/trice | [ 114 ]     |
| 2012 | Carrie Underwood | Favorite Female Country Artist | Candidato/a     | [ 114 ]     |
| 2013 | Carrie Underwood | Favorite Female Country Artist | Candidato/a     | [ 115 ]     |
| 2014 | Carrie Underwood | Favorite Female Country Artist | Vincitore/trice | [ 116 ]     |
| 2015 | Carrie Underwood | Favorite Female Country Artist | Vincitore/trice | [ 117 ]     |
| 2016 | Carrie Underwood | Favorite Female Country Artist | Vincitore/trice |             |
| 2016 | Carrie Underwood | Artist of the Year             | Candidato/a     |             |
| 2016 | Storyteller      | Favorite Album – Country       | Vincitore/trice |             |
| 2017 | Carrie Underwood | Favorite Female Country Artist | Vincitore/trice |             |
| 2018 | Carrie Underwood | Favorite Female Country Artist | Vincitore/trice | [ 119 ]     |
| 2019 | Carrie Underwood | Favorite Female Country Artist | Vincitore/trice | [ 120 ]     |
| 2019 | Cry Pretty       | Favorite Album – Country       | Vincitore/trice | [ 120 ]     |

### Billboard Music Awards
| Anno | Ricevente                | Categoria                                     | Risultato       | Riferimento |
| ---- | ------------------------ | --------------------------------------------- | --------------- | ----------- |
| 2005 | "Inside Your Heaven"     | Top-Selling Hot 100 Song of the Year          | Vincitore/trice | [ 121 ]     |
| 2005 | "Inside Your Heaven"     | Top-Selling Country Single of the Year        | Vincitore/trice | [ 121 ]     |
| 2005 | Carrie Underwood         | Country Single Sales Artist of the Year       | Vincitore/trice | [ 121 ]     |
| 2006 | Carrie Underwood         | Female Country Artist of the Year             | Vincitore/trice | [ 122 ]     |
| 2006 | Carrie Underwood         | Country New Artist of the Year                | Vincitore/trice | [ 122 ]     |
| 2006 | Carrie Underwood         | Female Billboard 200 Album Artist of the Year | Vincitore/trice | [ 122 ]     |
| 2006 | Carrie Underwood         | Country Artist of the Year                    | Candidato/a     | [ 122 ]     |
| 2006 | Some Hearts              | Album of the Year                             | Vincitore/trice | [ 122 ]     |
| 2006 | Some Hearts              | Country Album of the Year                     | Vincitore/trice | [ 122 ]     |
| 2007 | Some Hearts              | Country Album of the Year                     | Vincitore/trice | [ 123 ]     |
| 2007 | Carrie Underwood         | Female Country Artist of the Year             | Vincitore/trice | [ 123 ]     |
| 2007 | Carrie Underwood         | Country Artist of the Year                    | Vincitore/trice | [ 123 ]     |
| 2007 | Carrie Underwood         | Female Billboard 200 Album Artist of the Year | Vincitore/trice | [ 123 ]     |
| 2007 | Carrie Underwood         | Country Albums Artist of the Year             | Vincitore/trice | [ 123 ]     |
| 2008 | Carrie Underwood         | Country Songs Artist of the Year              | Vincitore/trice | [ 124 ]     |
| 2009 | Some Hearts              | Top Country Album of the Decade               | Vincitore/trice |             |
| 2013 | Carrie Underwood         | Top Country Artist                            | Candidato/a     | [ 125 ]     |
| 2013 | Blown Away               | Top Country Album                             | Candidato/a     | [ 125 ]     |
| 2014 | Carrie Underwood         | Milestone Award                               | Vincitore/trice |             |
| 2015 | "Something in the Water" | Top Christian Song                            | Vincitore/trice | [ 126 ]     |
| 2016 | Carrie Underwood         | Top Country Artist                            | Candidato/a     | [ 127 ]     |
| 2016 | Storyteller              | Top Country Album                             | Candidato/a     | [ 127 ]     |

### Country Music Association Awards
| Anno | Ricevente                              | Categoria                               | Risultato       | Riferimento |
| ---- | -------------------------------------- | --------------------------------------- | --------------- | ----------- |
| 2006 | Carrie Underwood                       | Female Vocalist of the Year             | Vincitore/trice | [ 128 ]     |
| 2006 | Carrie Underwood                       | Horizon Award                           | Vincitore/trice | [ 128 ]     |
| 2006 | "Jesus, Take the Wheel"                | Single Record of the Year               | Candidato/a     | [ 128 ]     |
| 2006 | "Jesus, Take the Wheel"                | Music Video of the Year                 | Candidato/a     | [ 128 ]     |
| 2007 | "Before He Cheats"                     | Music Video of the Year                 | Candidato/a     | [ 129 ]     |
| 2007 | "Before He Cheats"                     | Single of the Year                      | Vincitore/trice | [ 129 ]     |
| 2007 | Carrie Underwood                       | Female Vocalist of the Year             | Vincitore/trice | [ 129 ]     |
| 2008 | Carrie Underwood                       | Female Vocalist of the Year             | Vincitore/trice | [ 130 ]     |
| 2008 | Carnival Ride                          | Album of the Year                       | Candidato/a     | [ 130 ]     |
| 2009 | "I Told You So" (feat. Randy Travis)   | Musical Event of the Year               | Candidato/a     | [ 131 ]     |
| 2009 | Carrie Underwood                       | Female Vocalist of the Year             | Candidato/a     | [ 131 ]     |
| 2010 | Carrie Underwood                       | Female Vocalist of the Year             | Candidato/a     | [ 132 ]     |
| 2010 | Play On                                | Album of the Year                       | Candidato/a     | [ 132 ]     |
| 2011 | Carrie Underwood                       | Female Vocalist of the Year             | Candidato/a     | [ 132 ]     |
| 2012 | Carrie Underwood                       | Female Vocalist of the Year             | Candidato/a     | [ 132 ]     |
| 2013 | Carrie Underwood                       | Female Vocalist of the Year             | Candidato/a     | [ 132 ]     |
| 2013 | Blown Away                             | Album of the Year                       | Candidato/a     | [ 132 ]     |
| 2013 | "Blown Away"                           | Music Video of the Year                 | Candidato/a     | [ 132 ]     |
| 2014 | "Somethin' Bad" (with Miranda Lambert) | Musical Event of the Year               | Candidato/a     | [ 132 ]     |
| 2014 | "Somethin' Bad" (with Miranda Lambert) | Music Video of the Year                 | Candidato/a     | [ 132 ]     |
| 2014 | Carrie Underwood                       | Female Vocalist of the Year             | Candidato/a     | [ 132 ]     |
| 2015 | Carrie Underwood                       | Female Vocalist of the Year             | Candidato/a     | [ 132 ]     |
| 2015 | "Something in the Water"               | Music Video of the Year                 | Candidato/a     | [ 132 ]     |
| 2016 | Carrie Underwood                       | Chairman's Award                        | Vincitore/trice | [ 133 ]     |
| 2016 | Carrie Underwood                       | Entertainer of the Year                 | Candidato/a     | [ 133 ]     |
| 2016 | Carrie Underwood                       | Female Vocalist of the Year             | Vincitore/trice | [ 133 ]     |
| 2016 | Storyteller                            | Album of the Year                       | Candidato/a     | [ 133 ]     |
| 2016 | "The Fighter" (con Keith Urban)        | Musical Event of the Year               | Candidato/a     | [ 133 ]     |
| 2017 | Carrie Underwood                       | Female Vocalist of the Year             | Candidato/a     | [ 134 ]     |
| 2017 | Carrie Underwood                       | International Artist Achievement Awards | Vincitore/trice | [ 134 ]     |
| 2018 | Carrie Underwood                       | Female Vocalist of the Year             | Vincitore/trice | [ 135 ]     |
| 2018 | "Cry Pretty"                           | Music Video of the Year                 | Candidato/a     | [ 135 ]     |

### CMT Music Awards
| Anno | Ricevente                                                          | Categoria                           | Risultato       | Riferimento |
| ---- | ------------------------------------------------------------------ | ----------------------------------- | --------------- | ----------- |
| 2006 | "Jesus, Take the Wheel"                                            | Female Video of the Year            | Vincitore/trice | [ 136 ]     |
| 2006 | "Jesus, Take the Wheel"                                            | Breakthrough Video of the Year      | Vincitore/trice | [ 136 ]     |
| 2006 | "Jesus, Take the Wheel"                                            | Inspirational Video of the Year     | Candidato/a     | [ 136 ]     |
| 2007 | "Before He Cheats"                                                 | Video of the Year                   | Vincitore/trice | [ 137 ]     |
| 2007 | "Before He Cheats"                                                 | Female Video of the Year            | Vincitore/trice | [ 137 ]     |
| 2008 | "So Small"                                                         | Female Video of the Year            | Candidato/a     | [ 138 ]     |
| 2009 | "Just a Dream"                                                     | Video of the Year                   | Candidato/a     | [ 139 ]     |
| 2010 | "Cowboy Casanova"                                                  | Video of the Year                   | Vincitore/trice | [ 140 ]     |
| 2010 | "Cowboy Casanova"                                                  | Female Video of the Year            | Candidato/a     | [ 140 ]     |
| 2010 | "Temporary Home" ( da CMT: Invitation Only feat. Carrie Underwood) | CMT Performance of the Year         | Vincitore/trice | [ 140 ]     |
| 2011 | "Undo It"                                                          | Video of the Year                   | Candidato/a     | [ 141 ]     |
| 2011 | "Undo It"                                                          | Female Video of the Year            | Candidato/a     | [ 141 ]     |
| 2012 | "Remind Me" ( ft. Brad Paisley)                                    | Collaborative Video of the Year     | Vincitore/trice | [ 142 ]     |
| 2012 | "Remind Me" ( ft. Brad Paisley)                                    | Video of the Year                   | Candidato/a     | [ 142 ]     |
| 2012 | "Good Girl"                                                        | Video of the Year                   | Vincitore/trice | [ 142 ]     |
| 2012 | "Good Girl"                                                        | Female Video of the Year            | Candidato/a     | [ 142 ]     |
| 2012 | "Just a Dream"/"Dream On " (con Steven Tyler, da CMT Crossroads)   | CMT Performance of the Year         | Candidato/a     | [ 142 ]     |
| 2013 | "Blown Away"                                                       | Video of the Year                   | Vincitore/trice | [ 143 ]     |
| 2013 | "Two Black Cadillacs"                                              | Female Video of the Year            | Candidato/a     | [ 143 ]     |
| 2014 | "See You Again"                                                    | Video of the Year                   | Vincitore/trice | [ 144 ]     |
| 2014 | "See You Again"                                                    | Female Video of the Year            | Candidato/a     | [ 144 ]     |
| 2015 | "Something in the Water"                                           | Female Video of the Year            | Vincitore/trice | [ 145 ]     |
| 2015 | "Something in the Water"                                           | Video of the Year                   | Vincitore/trice | [ 145 ]     |
| 2015 | "Somethin' Bad" (con Miranda Lambert)                              | Video of the Year                   | Candidato/a     | [ 145 ]     |
| 2015 | "Somethin' Bad" (con Miranda Lambert)                              | Collaborative Video of the Year     | Vincitore/trice | [ 145 ]     |
| 2015 | "Little Toy Guns"                                                  | Female Video of the Year            | Candidato/a     | [ 145 ]     |
| 2016 | "Smoke Break"                                                      | Video of the Year                   | Candidato/a     |             |
| 2016 | "Smoke Break"                                                      | Female Video of the Year            | Vincitore/trice |             |
| 2016 | "Smoke Break"                                                      | CMT Performance of the Year         | Vincitore/trice |             |
| 2017 | "Church Bells"                                                     | Video of the Year                   | Candidato/a     | [ 146 ]     |
| 2017 | "Church Bells"                                                     | Female Video of the Year            | Vincitore/trice | [ 146 ]     |
| 2017 | The Fighter ft. Keith Urban                                        | CMT Collaborative Video of the Year | Vincitore/trice | [ 146 ]     |
| 2018 | "The Champion" (con Ludacris)                                      | Video of the Year                   | Candidato/a     | [ 147 ]     |
| 2018 | "The Champion" (con Ludacris)                                      | Female Video of the Year            | Vincitore/trice | [ 147 ]     |
| 2018 | "The Champion" (con Ludacris)                                      | Collaborative Video of the Year     | Candidato/a     | [ 147 ]     |
| 2018 | "The Fighter" (con Keith Urban da 2017 CMT Music Awards)           | CMT Performance of the Year         | Candidato/a     | [ 147 ]     |

### People Choice
| Anno | Ricevente          | Categoria                                      | Risultato       | Riferimento |
| ---- | ------------------ | ---------------------------------------------- | --------------- | ----------- |
| 2007 | Carrie Underwood   | Favorite Female Artist                         | Vincitore/trice | [ 148 ]     |
| 2007 | "Before He Cheats" | Favorite Country Song                          | Vincitore/trice | [ 148 ]     |
| 2009 | "Last Name"        | Favorite Country Song                          | Vincitore/trice | [ 149 ]     |
| 2009 | Carrie Underwood   | Favorite Female Artist                         | Vincitore/trice | [ 149 ]     |
| 2009 | Carrie Underwood   | Favorite Star Under 35                         | Vincitore/trice | [ 149 ]     |
| 2010 | Carrie Underwood   | Favorite Female Artist                         | Candidato/a     | [ 150 ]     |
| 2010 | Carrie Underwood   | Favorite Country Artist                        | Vincitore/trice | [ 150 ]     |
| 2011 | Carrie Underwood   | Favorite Country Artist                        | Candidato/a     | [ 151 ]     |
| 2011 | Carrie Underwood   | Favorite TV Guest Star (How I Met Your Mother) | Candidato/a     | [ 151 ]     |
| 2011 | Carrie Underwood   | Favorite Female Artist                         | Candidato/a     | [ 151 ]     |
| 2013 | Carrie Underwood   | Favorite Female Artist                         | Candidato/a     | [ 152 ]     |
| 2013 | Carrie Underwood   | Favorite Country Artist                        | Candidato/a     | [ 152 ]     |
| 2013 | Blown Away         | Favorite Album                                 | Candidato/a     | [ 152 ]     |
| 2014 | Carrie Underwood   | Favorite Female Country Artist                 | Candidato/a     | [ 153 ]     |
| 2015 | Carrie Underwood   | Favorite Female Country Artist                 | Vincitore/trice | [ 154 ]     |
| 2016 | Carrie Underwood   | Favorite Female Country Artist                 | Vincitore/trice | [ 155 ]     |
| 2017 | Carrie Underwood   | Favorite Female Country Artist                 | Vincitore/trice | [ 156 ]     |

## Filmografia

### Cinema
- Soul Surfer, regia di Sean McNamara (2011)
- Vite da popstar (Popstar: Never Stop, Never Stopping), regia di Akiva Schaffer e Jorma Taccone (2016)

### Televisione
- Sesamo apriti (Sesame Street) – serie TV, episodio 40x17 (2009)
- How I Met Your Mother – serie TV, episodio 5x16 (2010)
- Blue Bloods – serie TV, episodio 2x01 (2011)
- Zendaya: Behind the Scenes – documentario (2012)
- The Sound of Music: Live!, regia di Rob Ashford – film TV (2013)
- Nashville – serie TV, episodio 3x08 (2014)
- Cobra Kai – serie TV, episodio 04x09 (2021)

## Programmi televisivi
- American Idol – programma televisivo (2005) – vincitrice stagione 4
- The Buried Life – programma televisivo (2010)